# Viola rodriguezii
Viola rodriguezii är en violväxtart som beskrevs av Wilhelm Becker. Viola rodriguezii ingår i släktet violer, och familjen violväxter. Inga underarter finns listade i Catalogue of Life.